# NGC 4603
NGC 4603 (również PGC 42510) – galaktyka spiralna z poprzeczką (SBc), znajdująca się w gwiazdozbiorze Centaura w odległości 108 milionów lat świetlnych. Została odkryta 8 czerwca 1834 roku przez Johna Herschela.
W galaktyce tej zaobserwowano supernową SN 2008cn.